# Selección de fútbol sub-23 de Letonia
La Selección de fútbol sub-23 de Letonia es el equipo que representa al país en la Eurocopa Sub-21 y en torneos similares y es controlada por la Federación Letona de Fútbol.

## Participaciones

### Eurocopa Sub-21
- de 1994 a 2019 - No clasificó

## Estadísticas
Solo se toman en cuenta los partidos oficiales.

### Más Apariciones
| #  | Nombre                | Periodo   | Apariciones | Goles |
| -- | --------------------- | --------- | ----------- | ----- |
| 1. | Endijs Šlampe         | 2014–2016 | 31          | 0     |
| 1. | Reinis Flaksis        | 2013–2016 | 31          | 1     |
| 3. | Dmitrijs Klimaševičs  | 2014–2016 | 30          | 4     |
| 4. | Andrejs Kiriļins      | 2014–2016 | 29          | 0     |
| 4. | Vladislavs Gutkovskis | 2014–2016 | 29          | 6     |
| 4. | Antonijs Černomordijs | 20??–2018 | 29          | 1     |
| 7. | Jevgēņijs Kazačoks    | 20??–2016 | 27          | 5     |
| 7. | Eduards Tīdenbergs    | 20??–2016 | 27          | 2     |
| 9. | Edgars Vardanjans     | 2011–2014 | 25          | 1     |
| 9. | Kaspars Svārups       | 20??–2016 | 25          | 3     |

### Más Goles
| #  | Nombre                | Periodo   | Apariciones | Goles |
| -- | --------------------- | --------- | ----------- | ----- |
| 1. | Edgars Gauračs        | 2009–2009 | 9           | 10    |
| 2. | Deniss Rakels         | 2011–2013 | 13          | 6     |
| 2. | Vladislavs Gutkovskis | 2014–2016 | 29          | 6     |
| 4. | Jevgēņijs Kazačoks    | 2013–2016 | 27          | 5     |
| 5. | Artjoms Rudņevs       | 2009–2009 | 10          | 4     |
| 5. | Dmitrijs Klimaševičs  | 2014–2016 | 30          | 4     |